# جيم نيكلسون (لاعب كرة قدم أمريكية)
جيم نيكلسون (بالإنجليزية: Jim Nicholson)‏ هو لاعب كرة قدم أمريكية أمريكي، ولد في 28 فبراير 1949 في هونولولو في الولايات المتحدة.

## وصلات خارجية
- جيم نيكلسون على موقع مرجع كرة القدم المحترفة.كوم (الإنجليزية)